# Curia Hostilia
Curia Hostilia var et af de oprindelige senatshuse eller "curiae" under den Romerske Republik. Bygningen har sit navn at have sit navn efter Tullus Hostilius (den tredje romerske konge), som menes at have bygget bygningen.
Bygningen menes at være begyndt som et tempel, hvor de krigsførende stammer lagde deres våben under Romulus' regeringstid (ca. 771-717 f.Kr.). I det tidlige Romerske Kongerige blev templet brugt af senatorer, der fungerede som et råd for kongen. Tullus Hostilius (673-641 f.Kr.) menes at have erstattet den oprindelige struktur efter en brand, der ødelagde det omdannede tempel. Det kan have haft historisk betydning som stedet for en etruskisk mundus og alter. Lapis Niger, en række store sorte marmorplader, blev placeret over alteret (kendt som Volcanal), hvor en række monumenter blev fundet modsat Rostra. Denne curia blev udvidet i 80 f.Kr. af Lucius Cornelius Sulla under hans renovering af comitium. Bygningen brændte ned i 52 f.Kr., da tilhængere af den myrdede Publius Clodius Pulcher brugte den som et bål til at kremerer hans lig.
Bygningen bestod af et større indre rum hvor Senatet mødtes, af secretarium senatus, en mødesal specielt for senatorer, desuden chalcidicum, søjlehallen foran forsamlingsrummet. Sulla udvidede det som diktator 80 f.Kr. Sandsynligvis lå bygningen nord for Comitium.
Curia Hostilia var stedet for den lovstridige henrettelse af demagogen Lucius Appulejus Saturninus og hans tilhængere

## Historie
Bygningen var et mødested for Roms folk gennem det meste af Roms historie. Den begyndte sandsynligvis som et tempel.

### Arkitektur og layout
Der kan have været et lille helligdom for guden Vulkan fra den tidligste periode: et stenalter med en marmorstele indskrevet med en dedikation fra en latinsk konge. En æreskolonne var også blandt de tætpakkede genstande. Dette sted var adskilt fra resten af comitium med et lavt hævet betonhegn for at forhindre fodgængere i at gå på det.
Arkitekturen af Curia Hostilia har ændret sig et antal gange, men bevarede sin oprindelige form selv efter en række renoveringer. Strukturen var placeret, der hvor alt Roms tidlige politiske liv var centreret. Det siges, at offentligheden altid havde lov til at slentre ind i Curia Hostilia for at lytte til senatorernes debat.
Forholdsvis lidt er kendt om Curia Hostilia. En egenskab ved Curia, der nævnes i næsten alle kilder, er "Tabula Valeria": et maleri på ydersiden af dens vestmur. Det skildrede sejren for Manius Valerius Maximus Corvinus Messalla over Hiero og karthagenerne i 263 f.Kr. Plinius den Ældre siger, at maleriet var det første sådanne billede i Rom.
En anden detalje, som de fleste kilder er enige om, er, at Curia Hostilia var placeret på nordsiden af comitium. Det menes, at den cirkulære trappe i comitium – som også tjente som siddepladser for borgere, der lyttede til talere ved Rostra – førte op til Curia Hostilias indgang. I forhold til Curia Hostilias placering skriver Stambaugh: "Curia Hostilia blev bygget på stigende grund for at dominere hele rummet på Forum Romanum". I betragtning af dens fremtrædende placering på Forum Romanum, ser det ud til, at Curia Hostilia var et symbol på den Romerske Republiks styrke.
Det originale etruskiske tempel blev sandsynligvis brugt som mødested for de separate stammer på de syv høje. Det kan have haft kun to søjler og en åben portico. Man mener, at templet blev omdannet ved at mure den forreste portico til og skabe et forrum. Der kan have været en balkon over dette rum med en åbning ud til den offentlige plads, men der vides meget lidt om, hvordan denne tilføjelse kan have set ud. Man mener, at ydersiden godt kunne have lignet den for Curia Julia, da de klassiske linjer i den simple struktur matcher linjerne i det etruskiske tempel.

### Ødelæggelse ved brand
Bygningen blev ødelagt i 52 f.Kr. efter et bål, som var blevet antændt for at kremerer Publius Clodius Pulcher, antændte strukturen og brændte den ned til grunden. Den blev erstattet af Curia Cornelia, som var placeret næsten på samme sted. Denne struktur blev igen erstattet af Curia Julia, som blev påbegyndt af Julius Cæsar og færdiggjort af kejser Augustus. Resterne af Curia Julia kan i dag fortsat ses på Forum Romanum.